# Angel Wagenstein
Angel Wagenstein (in bulgaro: Анжел Раймонд Вагенщайн) (Plovdiv, 17 ottobre 1922 – Sofia, 29 giugno 2023) è stato uno scrittore e regista bulgaro.

## Biografia
Passò molta parte della giovinezza in Francia dove la sua famiglia di ebrei sefarditi era emigrata per ragioni politiche.
Durante la Seconda Guerra Mondiale venne arrestato e, come raccontava egli stesso, passò oltre cento giorni in cella legato ad una catena di oltre venti chili di peso; fu lì che cominciò a scrivere. Liberato, verso la fine del conflitto si arruolò volontario contro la Germania nazista che stava per essere sconfitta.
Studiò cinema a Mosca (parlava correttamente il russo, oltre al francese e alla sua lingua madre, il bulgaro). Nella sua carriera di regista, girò una cinquantina di pellicole, la metà delle quali furono documentari.
Pur essendo ebreo di nascita e di tradizioni, si definiva "un grande ateo" ed ebbe una posizione di grandissimo rispetto per la spiritualità individuale di ciascuno.
In Italia sono usciti tradotti dal bulgaro Shanghai addio, I cinque libri di Isacco Blumenfeld e Abramo l'ubriacone (titolo originale: "Lontano da Toledo").
Wagenstein è morto centenario nel 2023.

## Vita privata
Con la moglie Zora generò due maschi, Raymond e Plamen.